# Algrange

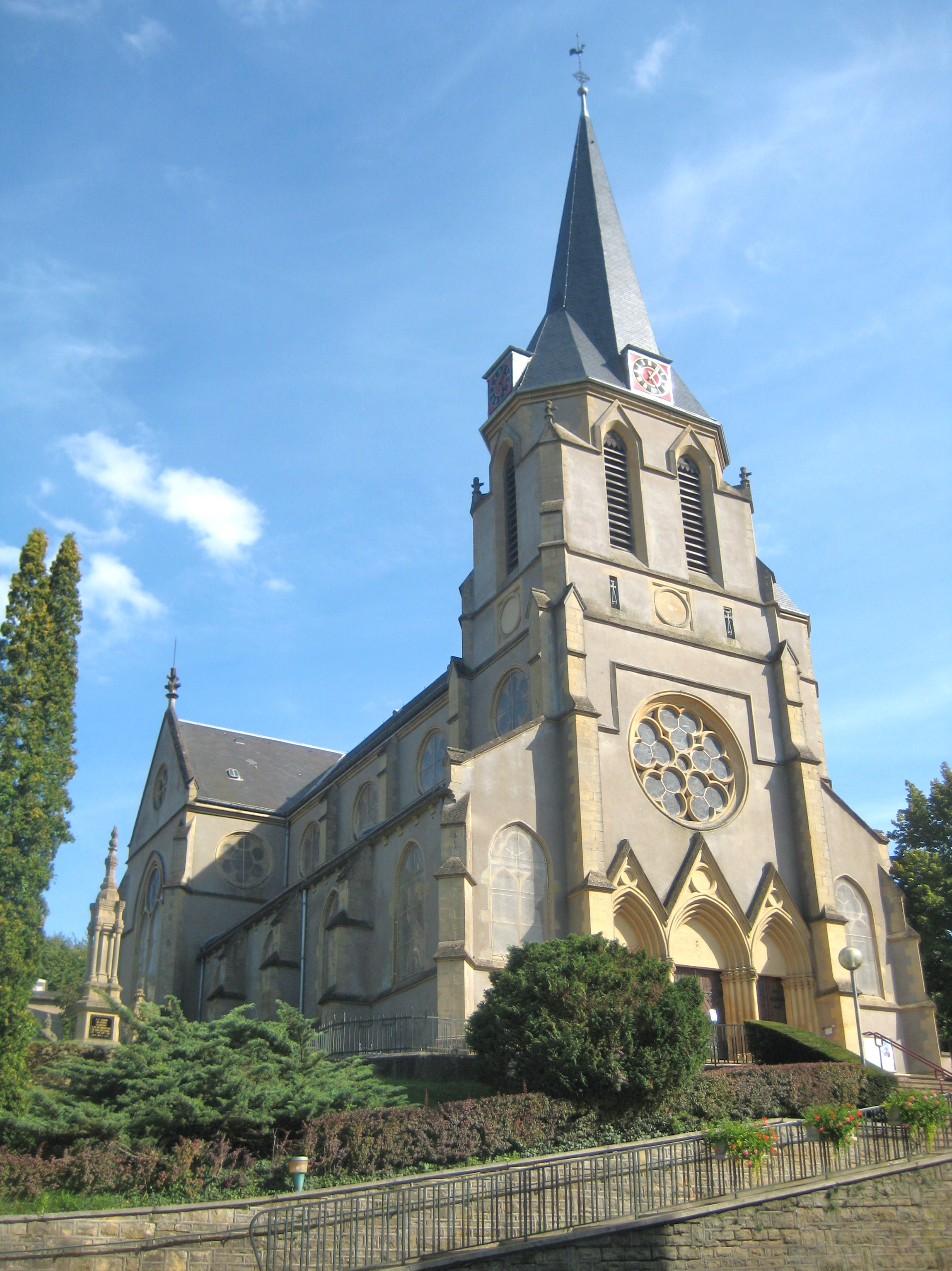
Johanniskirche

Algrange (deutsch Algringen) ist eine französische Gemeinde mit 5928 Einwohnern (Stand 1. Januar 2022) im Département Moselle in der Region Grand Est (bis 2015 Lothringen). Sie gehört zum Arrondissement Thionville und zum Kanton Algrange.

## Geographie
Die Gemeinde liegt links der Mosel im Algringer Tal, einem etwa vier Kilometer langen Seitental der Fensch, am Penspernebach oder Algringer Bach, etwa neun Kilometer westlich von Thionville (deutsch Diedenhofen).

## Geschichte
Die Ortschaft befand sich früher im Besitz des Bistums Metz. Zur Gemeinde gehörte unter anderem die Mühle Goursthal, die Wirich von Vallecour 1206 der Prämonstratenserabtei Justemont (Justberg) in Wallingen als Pfründe für eine Schwesternzelle übereignet hatte.
Durch den Frieden von Frankfurt vom 10. Mai 1871 kam das Gebiet mit Algringen an Deutschland, wo es dem Kreis Diedenhofen im Reichsland Elsaß-Lothringen zugeordnet war.
Algringen hatte einen eigenen Bahnhof. Ab Januar 1892 wurde hier die normalspurige Nebenbahnlinie von Hayingen nach Algringen, deren Anschlussgeleise bis dahin für den Erztransport aus dem Algringer Tal gedient hatten, für den öffentlichen Personen-, Gepäck- und Güterverkehr freigegeben.  Am Anfang des 20. Jahrhunderts verfügte Algringen über eine evangelische Kirche, eine katholische Pfarrkirche, eine höhere Schule, ein Krankenhaus und hatte Bergbau sowie Hüttenindustrie. Aufgrund einer Verwaltungsreform war der Ort später dem Kreis Diedenhofen-West zugeordnet worden, dem er bis zum Ende des Ersten Weltkriegs angehörte.
Nachdem durch den Versailler Vertrag die Abtretung des Gebiets an Frankreich bestimmt worden war, wurde die Region im Zweiten Weltkrieg von Truppen der deutschen Wehrmacht besetzt, nach Kriegsende 1945  von den alliierten Westmächten aber wieder dem französischen Staat überlassen.

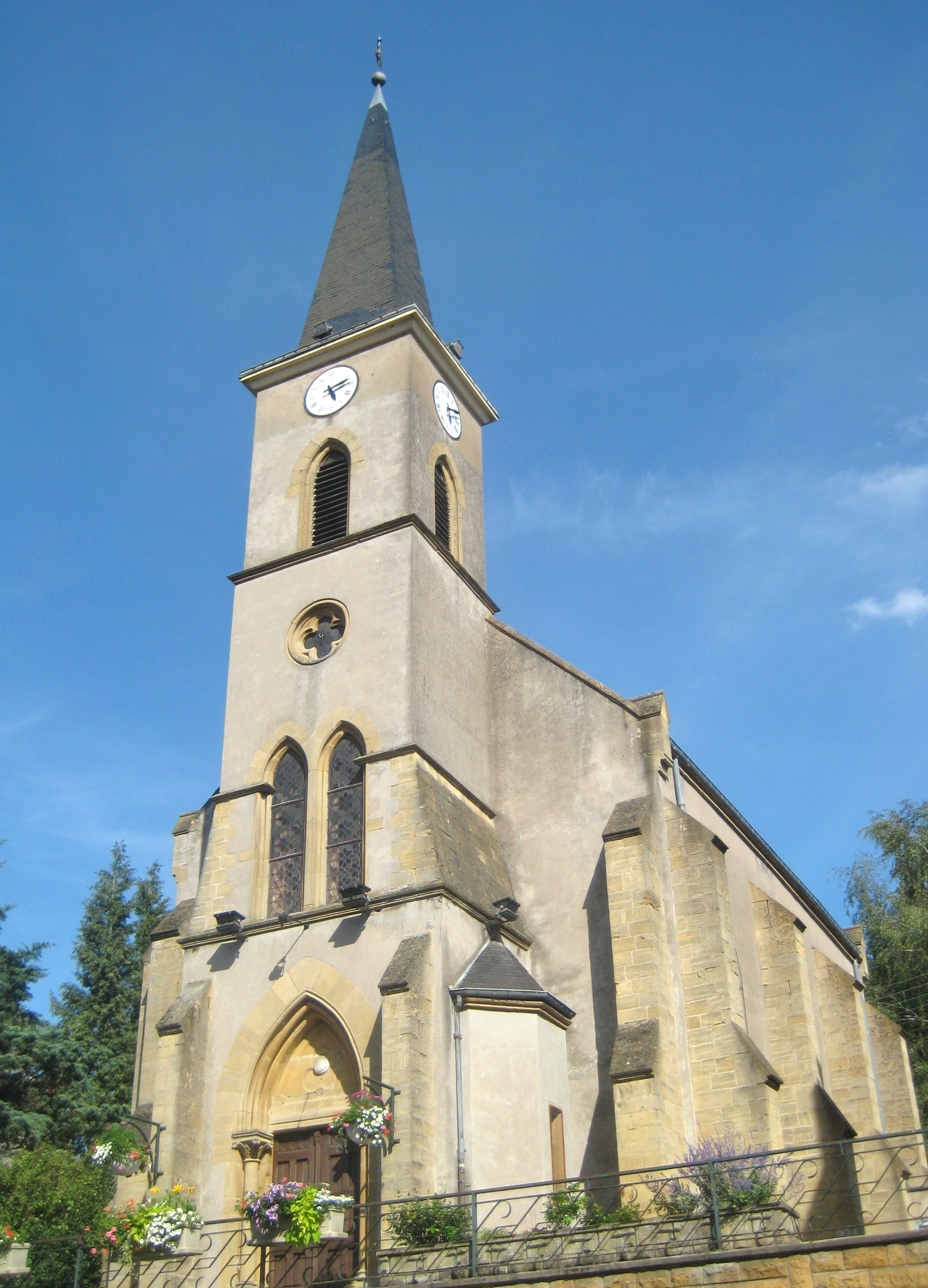
Protestantische Kirche
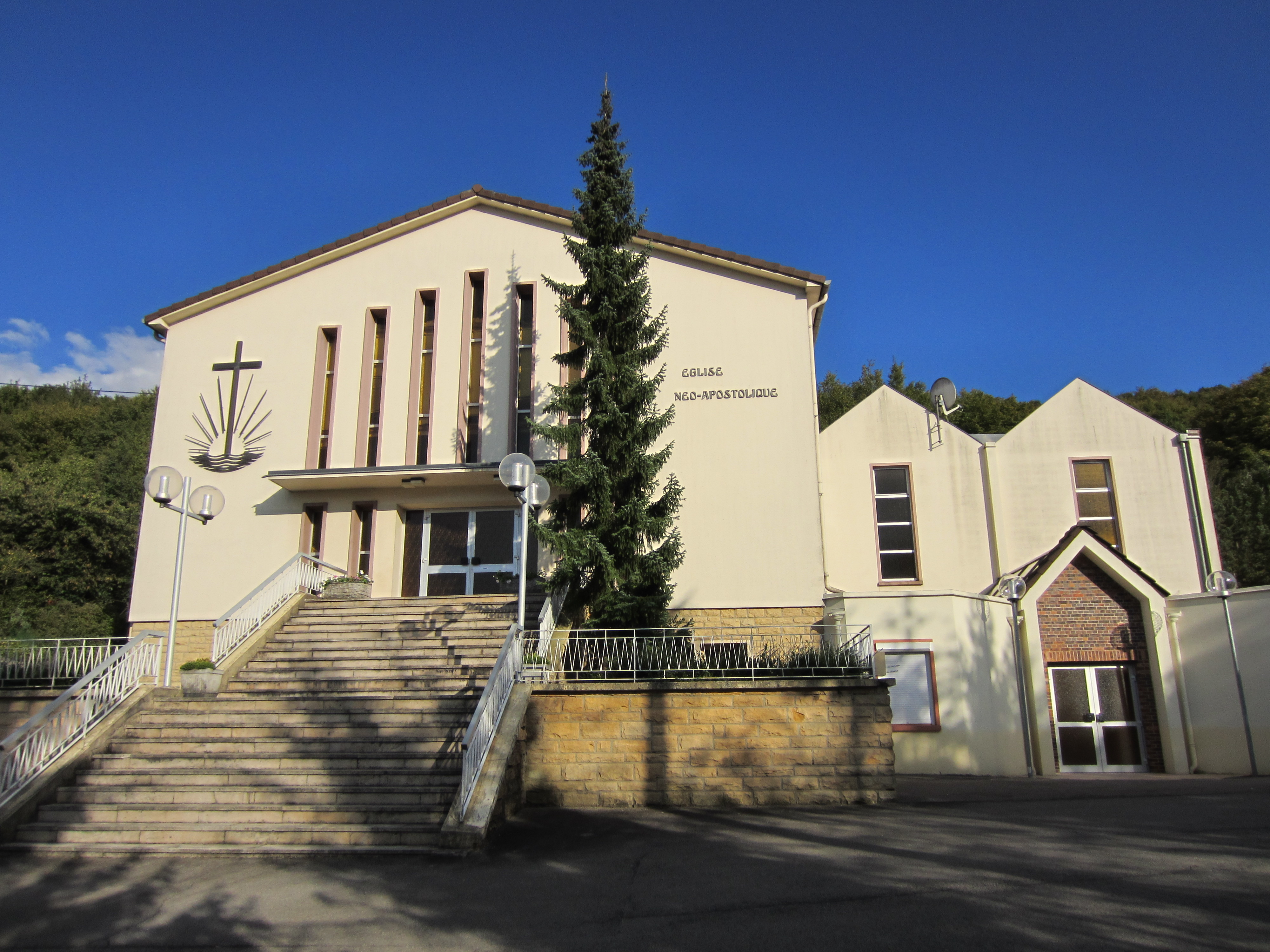
Neuapostolische Kirche
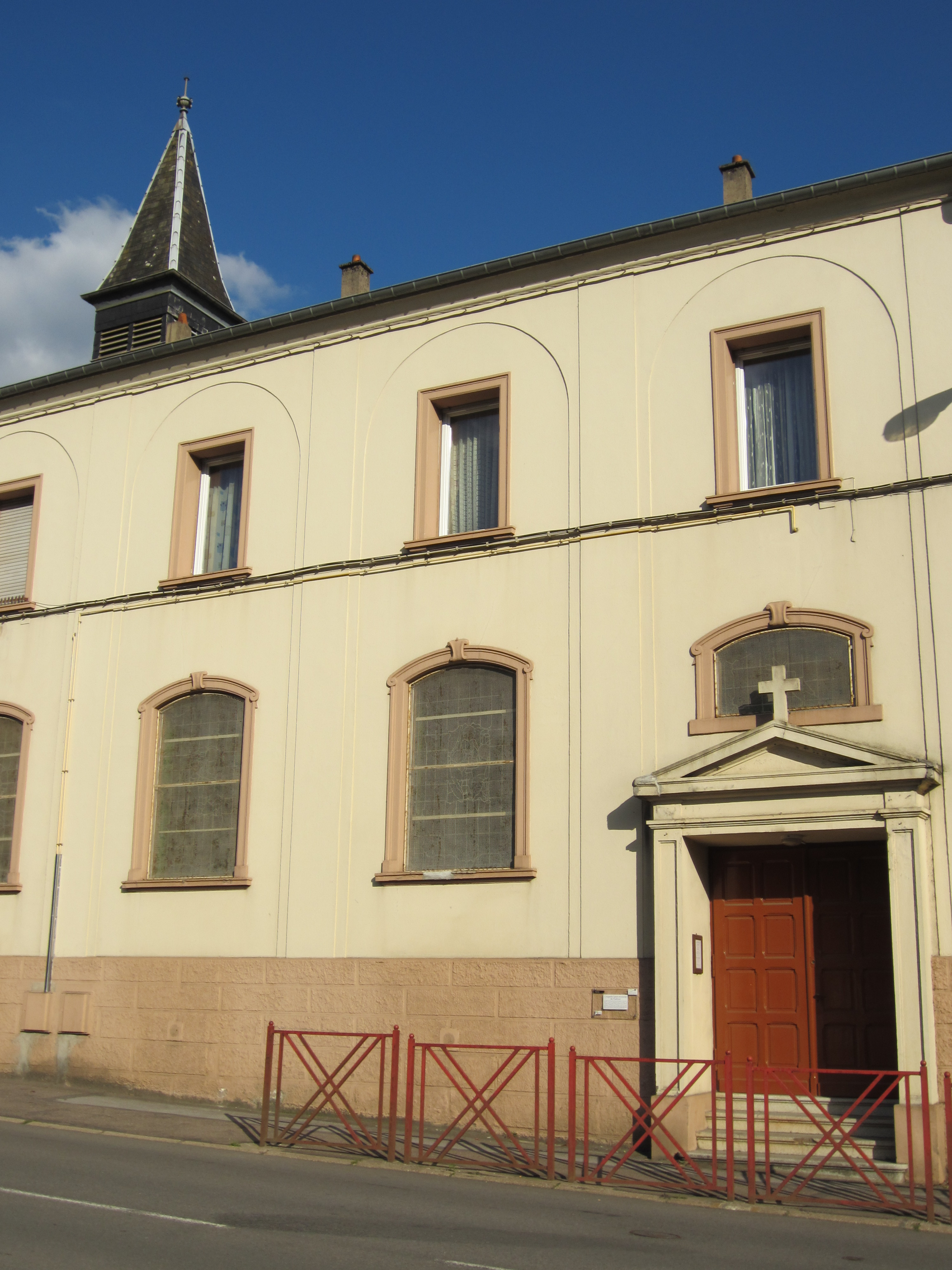
Kapelle St. Antonius
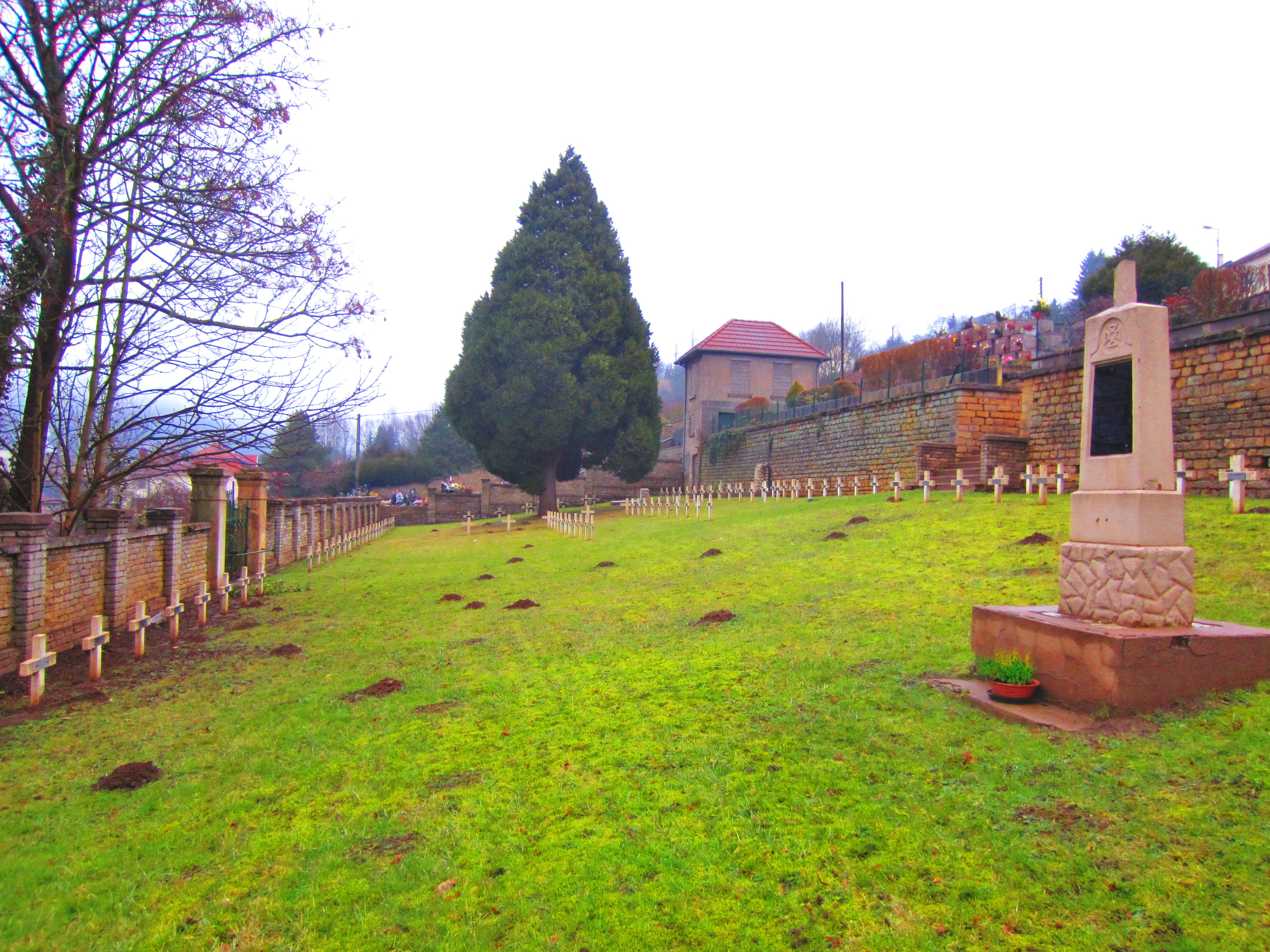
Deutscher Soldatenfriedhof

### Demographie
| Jahr | Einwohner | Anmerkungen |
| ---- | --------- | --- |
| 1793 | 264       | [ 5 ] |
| 1806 | 217       | [ 5 ] |
| 1841 | 341       | [ 5 ] |
| 1861 | 357       | [ 6 ] |
| 1871 | 367       | auf einer Fläche von 679 ha, in 81 Häusern mit 86 Familien                                                                                        |
| 1880 | 404       | am 1. Dezember, auf einer Fläche von 689 ha, in 75 Wohnhäusern, davon 396 Katholiken und acht Protestanten                                        |
| 1885 | 1151      | [ 10 ] [ 11 ] |
| 1890 | 1943      | in 156 Häusern mit 378 Haushaltungen, davon 1538 Katholiken, 398 Protestanten und sechs Juden (eine Person ohne Angabe des Glaubensbekenntnisses) |
| 1900 | 5230      | [ 3 ] |
| 1905 | 7575      | [ 10 ] |
| 1910 | 9476      | [ 4 ] [ 10 ] [ 12 ] |

| Jahr      | 1962 | 1968 | 1975 | 1982 | 1990 | 1999 | 2007 | 2019 |
| Einwohner | 9163 | 8658 | 7658 | 6767 | 6325 | 6198 | 6343 | 6120 |

## Persönlichkeiten
- Adolf Wagner (1890–1944), Politiker (NSDAP)
- Josef Wagner (1899–1945), Politiker (NSDAP)
- Nikolaus Kyll (1904–1973), Theologe, Volkstumsforscher und Kirchenhistoriker
- Fritz Sperling (1911–1958), Politiker (KPD)
- Gilbert Gruss (1943–2016), Karateka und Karatetrainer
- Michèle Watrin (1950–1974), Schauspielerin
- Christian Eckert (* 1956), Politiker (PS)
- Philippe Hinschberger (* 1959), Fußballspieler und -trainer